# Tivela tripla
Tivela tripla is een tweekleppigensoort uit de familie Veneridae. De wetenschappelijke naam van de soort werd gepubliceerd in 1771 door Carl Linnaeus als Venus tripla.